# Облога Севастополя (1854—1855)
Облога Севастополя 1854—1855 років і подальше його завоювання — атака союзними британськими і французькими силами севастопольської фортеці, яку захищали війська Російської імперії під час Кримської війни. Цю оборону називають також «Першою обороною Севастополя», на відміну від оборони міста 1941—1942 років.
Кримська війна завершилася облогою Севастополя, яку військо під керівництвом російського адмірала князя Меншикова намагалося безуспішно зняти. Очолювали оборону міста адмірали Володимир Корнілов та Павло Нахімов, військовий інженер Едуард Тотлебен керував відновленням зруйнованих ворожим вогнем укріплень. Серед захисників міста було багато моряків.
Союзники, переживши зиму, до якої вони були погано підготовлені, кинулися в морську атаку і увійшли в Азовське море, на схід від Криму. У червні французи безуспішно атакували редути, також штурм Великого Редана британськими силами (під командуванням генерала Сімпсона) обернувся поразкою. Після останньої і марної російської спроби звільнення Севастополя, яка відбулася після повторного британського штурму Редана, французи маршала Пеліссьє захопили Малахів курган. Поразка російських військ стала тепер вже невідворотною і 30 серпня 1855 року союзники вступили в покинуте росіянами місто.

## Кампанія 1854 року
У червні—липні 1854 року переважні в кількості сили флоту союзників (Велика Британія, Французька імперія, Османська імперія та Сардинське королівство) — 34 лінійних кораблі і 55 фрегатів (у тому числі більшість парових) блокували російський флот (14 лінійних вітрильних кораблів, 6 фрегатів і 6 пароплав-фрегатів) у бухті Севастополя.
В кінці серпня 1854 року десантний флот із наземними військами союзників рушив до кримських берегів. Чисельність десантних військ становила 62 тисячі чоловік із 134 польовими і 73 облоговими гарматами.
1 вересня 1854 року проведено висадку десанту біля Євпаторії. Після висадки війська союзників рушили в бік Севастополя.
13 вересня 1854 року вважається початком 349-денної облоги міста Севастополь. Битва на Альмі відбулася 8 (20) вересня; союзники атакували російську позицію і після запеклого бою змусили російські війська відступити. Росіяни втратили при цьому понад 5700 чоловік, союзники — понад 3300 чоловік. Оскільки переслідування не було, російські війська встигли безперешкодно відійти на південну сторону Севастополя.
При вході в Севастопольську бухту вони затопили кілька старих кораблів, що не давало флоту союзників можливості зайти в бухту. Екіпажі більшості інших суден перевели на берег для посилення місцевого гарнізону; корабельні гармати стали звозити на берег для посилення оборони укріплень. Севастополь підготувався до тривалого і запеклого захисту.
Начальник французької Східної армії Сент-Арно мав перебільшені відомості про сили російських укріплень на північній стороні Севастополя. Він вирішив обійти місто і атакувати його південну сторону, яка, за його відомостями, була слабо укріплена. Разом із переходом туди союзники набували забезпечену від обходу позицію на Херсонеському півострові, відмінні стоянки для суден у численних бухтах і зручне сполучення з флотом, який представляв тепер їхню природну базу.
Тим часом Меншиков, побоюючись бути замкненим у місті і відрізаним від решти Росії, покинув Севастополь та здійснив марш на Бахчисарай. Війська під час цього руху не раз перебували на найближчій відстані від ворожих, які рухалися в протилежному напрямі, але, завдяки закритій місцевості та нічному часу, відбувалися лише випадкові зіткнення дрібних частин.
Оборону Севастополя доручено адміралам Нахімову та Корнілову, в розпорядженні яких залишалося 18 тисяч людей — переважно флотських екіпажів. Внаслідок хвороби маршала Сент-Арно розпорядження керівництва союзників на цей час були нерішучими. 24 вересня (6 жовтня) французи зайняли Федюхині висоти, а британці — Балаклаву, в бухту якої в той же час вступив їхній флот. Слідом за тим французи розташувалися на західній частині Херсонеського півострова і влаштували свою базу в Комишевій бухті.
З 14 (26) вересня керівництво над французькими військами перейшло до генерала Канробера, оскільки Сент-Арно, вже напівживий, вирушив назад в Константинополь і на шляху туди помер. Між тим адмірал Нахімов, який командував на південній стороні Севастополя, при звістці про появу ворога на Федюхіних висотах очікував негайної атаки, але союзники, побоюючись великих втрат, на штурм не наважилися, а приступили до облогових робіт. Це дало час на переведення більшості військ із північної сторони на південну і діяльно зайнятися посиленням своєї оборонної лінії.

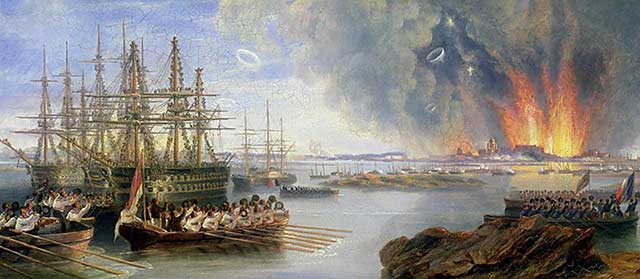
Джон Вілсон Кармайкл. «Бомбардування Севастополя», (1855), полотно, олія — Королівський військовий госпіталь Челсі, Лондон

Всі фортифікаційні роботи велися під керівництвом інженер-підполковника Е. Тотлебена. 18 (30) вересня до Севастополя наблизився князь Меншиков зі своїми військами і наступного ж дня надіслав підкріплення, аби підбадьорити гарнізон. Однак, через відправлення цих підкріплень, власні сили князя настільки ослабли, що він уже не міг діяти у відкритому полі і мав вичікувати прибуття свіжих військ, надісланих до нього князем Горчаковим, який взагалі надавав у цей період найбільш активну допомогу Кримській армії.
Між тим в ніч на 28 вересня (10 жовтня) французи, які розташувалися під керівництвом генерала Форе на захід від Сарандінакіної балки, заклали 1-у паралель за 400 сажнів від 5-го бастіону; британці, які стали на схід від цієї балки, до урвищ Сапун-гори, наступної ночі відрили траншеї за 700 сажнів від 3-го бастіону; для забезпечення ж облогової армії, обсерваційний корпус Боске (дві французькі дивізії) став на Сапун-горі, маючи праворуч від себе 8 османських батальйонів.
У цей час матеріальне становище союзників було дуже поганим: холера призводила до сильних спустошень у їхніх рядах; відчувався брак продовольства. Щоб забезпечити себе ним, вони послали кілька пароплавів до Ялти, пограбували місто і його околиці, але здобули порівняно небагато. Під час облогових робіт союзники несли численні втрати від вогню гарнізону та від частих вилазок.
5 (17) жовтня відбулося перше бомбардування Севастополя, як з суші, так і з моря. Під час цього бомбардування тільки британським батареям вдалося досягти деякого результату проти 3-го бастіону; взагалі ж вогонь союзників не увінчався великим успіхом, попри велику кількість випущених снарядів.
Відчутною втратою для захисників стала смерть віце-адмірала Володимира Корнілова, якого смертельно поранено на Малаховому кургані. Загальні втрати з боку захисників міста становили 1250 осіб; у союзників вибуло з ладу 900—1000 осіб.
У наступні дні вогонь з обох сторін тривав із перемінним успіхом, проте французи встигли значно просунути вперед свої облогові позиції. Сили князя Олександра Меншикова тим часом поступово збільшувалися, і йому надали права головнокомандувача.
Побоюючись за брак пороху, якого витрачали у величезній кількості, і спостерігаючи швидке наближення французьких позицій до 4-го бастіону (це наводило на думку про швидкий штурм), Меншиков зважився відвернути увагу противника диверсією проти його лівого крила. З цією метою генерал Павло Ліпранді 13 (25) жовтня з 16-тисячним загоном атакував союзні війська, що стояли біля Балаклави. Ця атака бажаних результатів не принесла. Хоча облогові роботи дещо уповільнилися, але бомбардування тривали з колишньою силою; головний же прорахунок полягав у тому, що Балаклавська битва звернула увагу союзників на їх слабку сторону і відкрила їм наміри князя Меншикова.
Вже з 14 (26) жовтня союзники почали посилено зміцнювати Балаклаву і Сапун-гору, а одна французька дивізія перебувала там в постійній бойовій готовності. Облогові роботи просунулися в цей час настільки, що союзні генерали вже припускали можливість штурму 4-го бастіону. Князь Меншиков, якому ці плани частково стали відомими через дезертирів, попередив про це керівництво севастопольського гарнізону, наказавши вжити заходів на випадок штурму. Разом з тим через те, що сили його в цей час досягли вже 100 тисяч людей, він зважився скористатися такою перевагою, щоб перейти в наступ. До цього також спонукало і вкрай важке становище захисників Севастополя, що знемагали в безперервних боях, а також звістка про швидке прибуття до союзників нових підкріплень.
5 листопада відбувся Інкерманський бій, в якому російські війська мали спочатку успіх, але, попри дворазову чисельну перевагу, далекобійні нарізні гармати союзників звели цю перевагу нанівець. І ця невдача остаточно посіяла у військах недовіру до командування.
14 листопада на Крим та Чорне море в цілому насунулася так звана Велика буря, яка завдала значних збитків військам, особливо військово-морським флотам, союзників.

## Оборона 1855 року
Хоча до початку 1855 року російські сили під Севастополем перевершували сили союзників і попри те, що імператор Микола вимагав від адмірала Меншикова рішучих дій, але останній зволікав і марнував можливості.
Нарешті, коли наприкінці січня в Євпаторію прибув морем османський корпус Омер-паші (21 тисяча військових), то головнокомандувач, побоюючись руху османів до Перекопу чи Севастополя, дозволив генералу Хрульову із загоном у 19 тисяч людей атакувати Євпаторію.
5 (17) лютого Хрульов зробив спробу оволодіти містом, але успіху не мав і, втративши близько 800 чоловік, відступив. Після отримання звістки про цю невдачу, імператор Микола замінив князя Меншикова на генерала артилерії князя Горчакова.
Тим часом союзники отримали нові підкріплення, внаслідок чого сили їхні під Севастополем зросли до 120 тисяч; серед них прибув майстерний французький інженер, генерал Ніель, що дав новий напрямок облогових робіт, які тепер були направлені головним чином проти головного укріплення севастопольської оборонної лінії — Малахового кургану. Під час цієї оборони війська дізналися про смерть імператора Миколи.
28 березня (9 квітня) здійснено друге посилене бомбардування, після якого передбачалося провести штурм. Пекельний вогонь, що тривав протягом десяти днів, не приніс, проте, очікуваних результатів; зруйновані укріплення за ніч відновлювалися їх захисниками. Штурм відклали, але росіяни, змушені в очікуванні його тримати резерви під вогнем, зазнали за ці дні більше ніж 6 тис. втрат.
Облогова війна тривала і далі з колишнім завзяттям, але перевага почала схилятися на сторону британсько-французьких військ. Незабаром до них почали прибувати нові підкріплення (у тому числі 15 тисяч сардинців, що вступили 14 (26) січня 1855 року в війну на боці коаліції), і їхні сили в Криму зросли до 170 тисяч. Зважаючи на таку їхню перевагу, Наполеон III вимагав рішучих дій і надіслав складений ним план. Канробер, однак, не знайшов можливості виконати його, і тому головне командування над військами передано було генералу Пелісьє. Він, перш за все, відправив експедицію в східну частину Криму з метою позбавити росіян постачання продовольства з берегів Азовського моря і перервати комунікації Севастополя через Чонгарську переправу та Перекоп.
У ніч на 11 (23) травня 16 тисяч чоловік вийшли на кораблях із Комишевої бухти та Балаклави, а наступного дня ці війська висадилися поблизу Керчі. Російські війські в східній частині Криму, чисельністю 9 тисяч воїнів на чолі з бароном Врангелем, відступили по Феодосійській дорозі.
22 травня (3 червня) Пелісьє оволодів під Севастополем Федюхіними та Балаклавськими горами і долиною річки Чорної, що розширювало оперативний простір для штурму Малахового кургана. Між тим бойових запасів у росіян, що підвозилися з великими труднощами, виявлялося дуже мало порівняно із союзниками, яким безперебійно все доставлялося морем.
Князь Горчаков втрачав надію утримати Севастополь і думав про те, як вивести звідти гарнізон без великих втрат. Облога ворога посунулася вже на 200 сажнів до Малахового кургану і на 115 сажнів до 3-го бастіону; жорстокий артилерійський вогонь тривав безперервно. 6 (18) червня рано вранці французи та британці кинулися на штурм названих укріплень, але були відбиті з величезною для себе втратою.

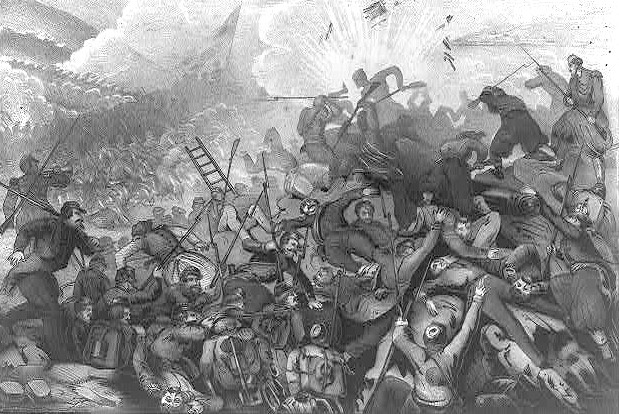
Рукопашний бій французьких зуавів і російських солдатів на Малаховому кургані.

Наступ союзників, хоча тимчасово уповільнений невдалим штурмом, тривав, і положення російського гарнізону ставало нестерпним; найкращі його командири один за одним вибували зі строю, ще 7 (19) березня відірвало ядром голову доблесному захиснику Малахового кургану, контр-адміралу Істоміну, 8 (20) червня поранено Е. Тотлебена (хоча він хворий ще 2 місяці продовжував керувати фортифікаційними роботами, але це не давало колишніх результатів); нарешті, 28 червня (10 липня) смертельно вражений кулею Нахімов. Захисники Севастополя жадали рішучого бою, здатного змінити їхнє становище, до того ж схилявся і сам князь Горчаков.
В останніх числах липня прибули до Криму нові підкріплення (3 піхотні дивізії), а 27 липня (8 серпня) отримано наказ імператора Олександра II головнокомандувачу зібрати військову раду для вирішення питання про «необхідність зробити що-небудь рішуче, щоб покласти кінець цій жахливій бійні». Більшість членів ради висловилися за наступ з боку річки Чорної. Князь Горчаков, хоча й не вірив в успіх нападу на сильно укріплені позиції противника, проте піддався наполяганням деяких генералів. 4 (16) серпня сталася битва на Чорній річці, але атаку росіян було відбито, і вони були змушені відступити, зазнавши великих втрат. Цей непотрібний бій не змінив взаємного положення супротивників. Попри руїни укріплень і значну чисельну перевагу, війська союзників не наважилися на відкриту атаку.
Тому з 5 по 8 серпня (17—20 серпня) почалося нове, 5-те посилене бомбардування. Вогонь 800 гармат засипав захисників безперервним градом свинцю; росіяни втрачали щодня 900—1000 чоловік; з 9 по 24 серпня (21 серпня — 5 вересня) вогонь трохи послабшав, але тим не менш у гарнізоні кожен день вибувало з ладу 500—700 чоловік.
15 (27) серпня в Севастополі освятили міст на плотах (завдовжки 450 сажнів) через велику бухту, спроєктований та побудований генерал-лейтенантом А. Є. Бухмейєром.
24 серпня (4 вересня) почалася 6-те посилене бомбардування, що змусило замовкнути артилерію Малахового кургану та 2-го бастіону. Севастополь являв собою купу руїн; відновлення укріплень стало неможливим.
27 серпня (8 вересня), після жорстокого вогню, союзники опівдні рушили на штурм, через пів години французи оволоділи Малаховим курганом. Князь Горчаков вирішив залишити Севастополь і протягом ночі перевів свої війська на північну сторону. Росіяни запалили місто, підірвали порохові погреби, затопили кораблі російського Чорноморського флоту в бухті й залишили Севастополь. 30 серпня (11 вересня) союзники вступили в ущент зруйнований Севастополь.
За 11 місяців облоги союзники втратили не менше 70 тисяч чоловік, не рахуючи померлих від хвороб; росіяни — близько 83,5 тисяч.

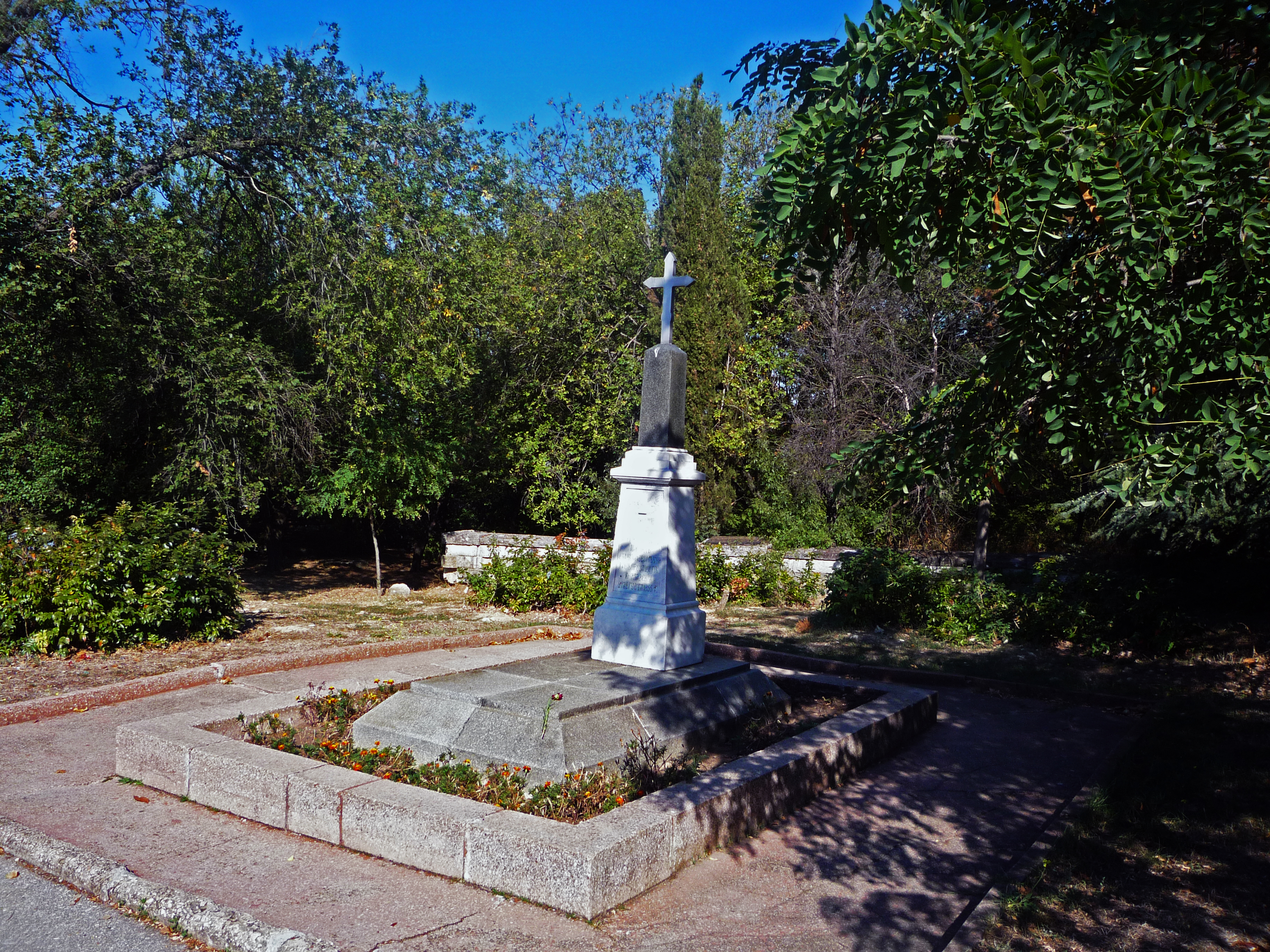
Монумент полеглим російським і французьким солдатам 27 серпня 1855 року. Малахів курган.

Армія росіян (115 тисяч) розташувалася уздовж північного берега великої бухти; союзні ж війська (понад 150 тисяч однієї піхоти) зайняли позиції від Байдарської долини до Чоргуну, по річці Чорній і по південному берегу великої бухти. У військових діях настало затишшя, що переривалось диверсіями союзників у різних приморських пунктах.
Згідно з підписаною Росією капітуляцією та Паризьким мирним договором 1856 року, Росія була позбавлена права мати військовий флот на Чорному морі, а також фортеці й прибережні арсенали.

## Нагородження учасників
Османська імперія заснувала Севастопольську медаль, яку видавали в обмеженій кількості османським, французьким, сардинським та британським полководцям, що відповідали за падіння Севастополя. Військовослужбовців нагороджували Кримською медаллю.
Російською імперією спеціально для учасників оборони Севастополя засновано медаль «За захист Севастополя», яка стала першою в історії імперії нагородою, якою нагороджували не за взяття чи перемогу, а за оборону. Також всі учасники подій нагороджувалися медаллю «У пам'ять війни 1853—1856 р.», якою нагороджували всіх учасників Кримської війни. Згодом засновано медаль «У пам'ять 50-річчя захисту Севастополя», якою нагороджували всіх учасників подій, хто залишився живим, а також нагороджувалися члени комітету із відновлення пам'ятників Севастопольської оборони, історики, письменники.

## Живопис
- Панорама «Оборона Севастополя 1854—1855 років» (1902–1904) — панорамна батальна картина Ф. Рубо, для якої в 1905 в Севастополі було зведено спеціальний будинок-музей

## Кінематограф
- Оборона Севастополя (фільм) (1911) — перший російський повнометражний художній фільм
- Адмірал Нахімов (фільм) (1946)

## Філателія

Поштові марки СРСР
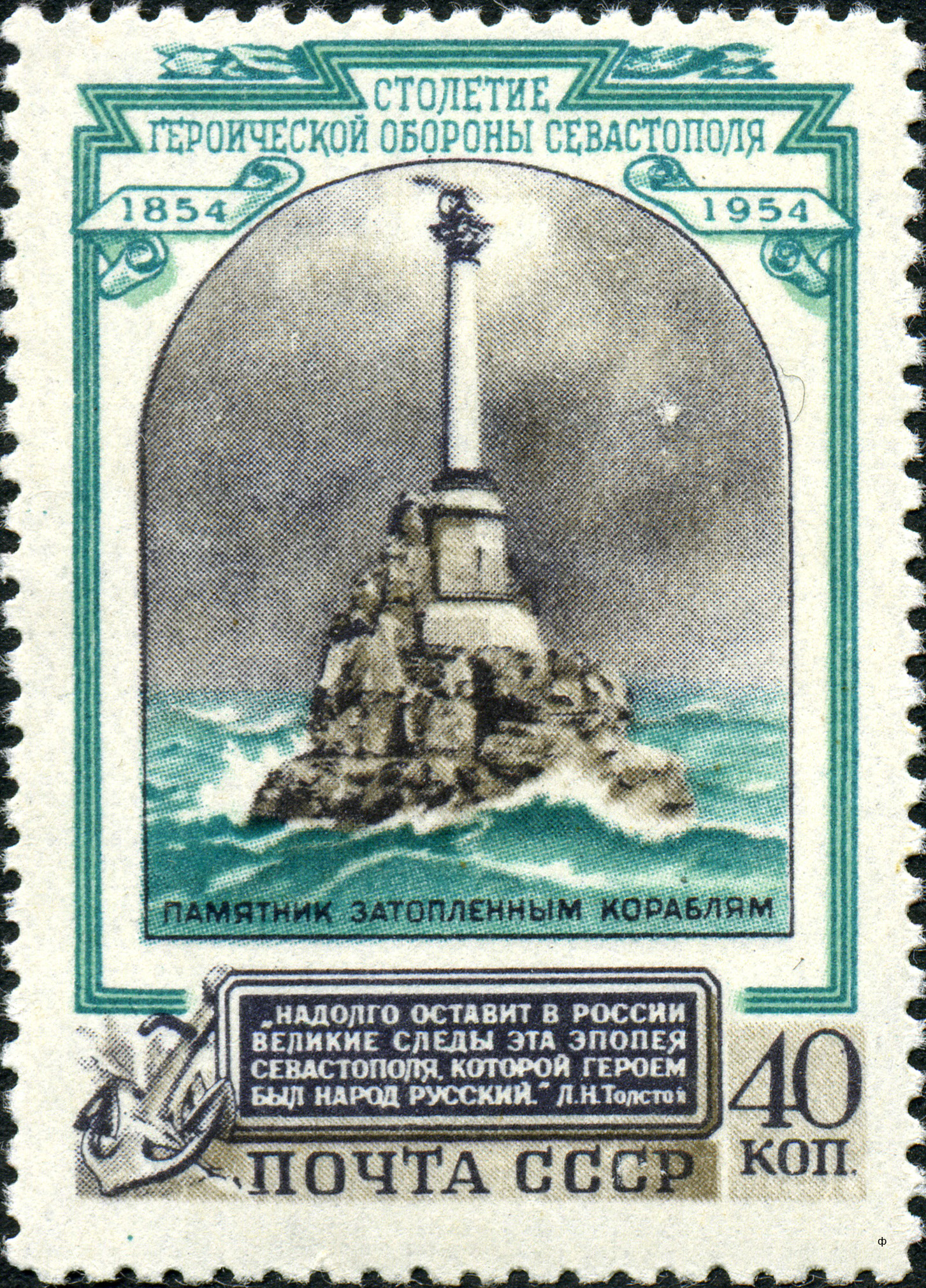
Пам'ятник затопленим кораблям
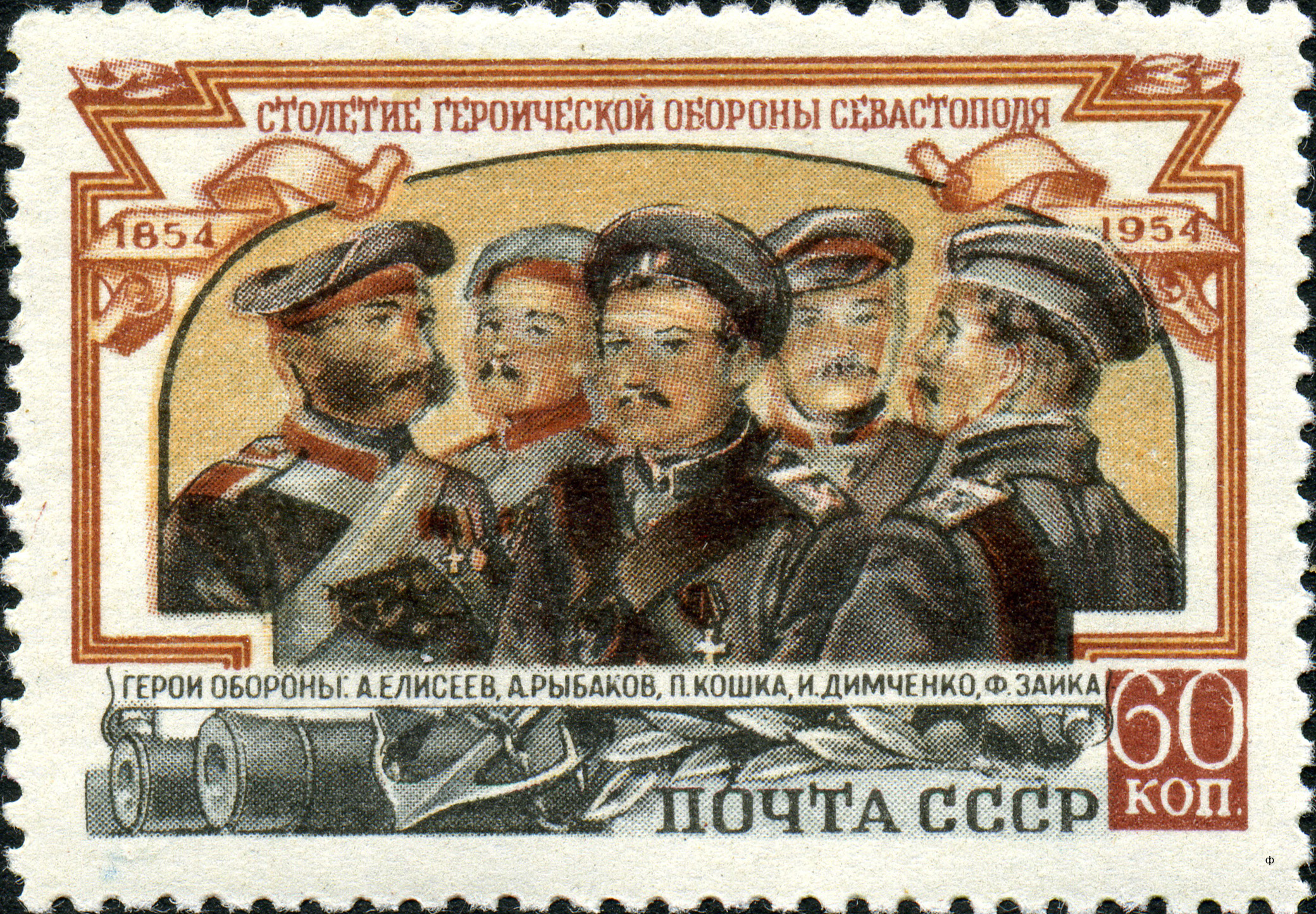
Герої оборони: А. Єлісєєв, А. Рибаков, П. Кішка, І. Димченко, Ф. Заїка
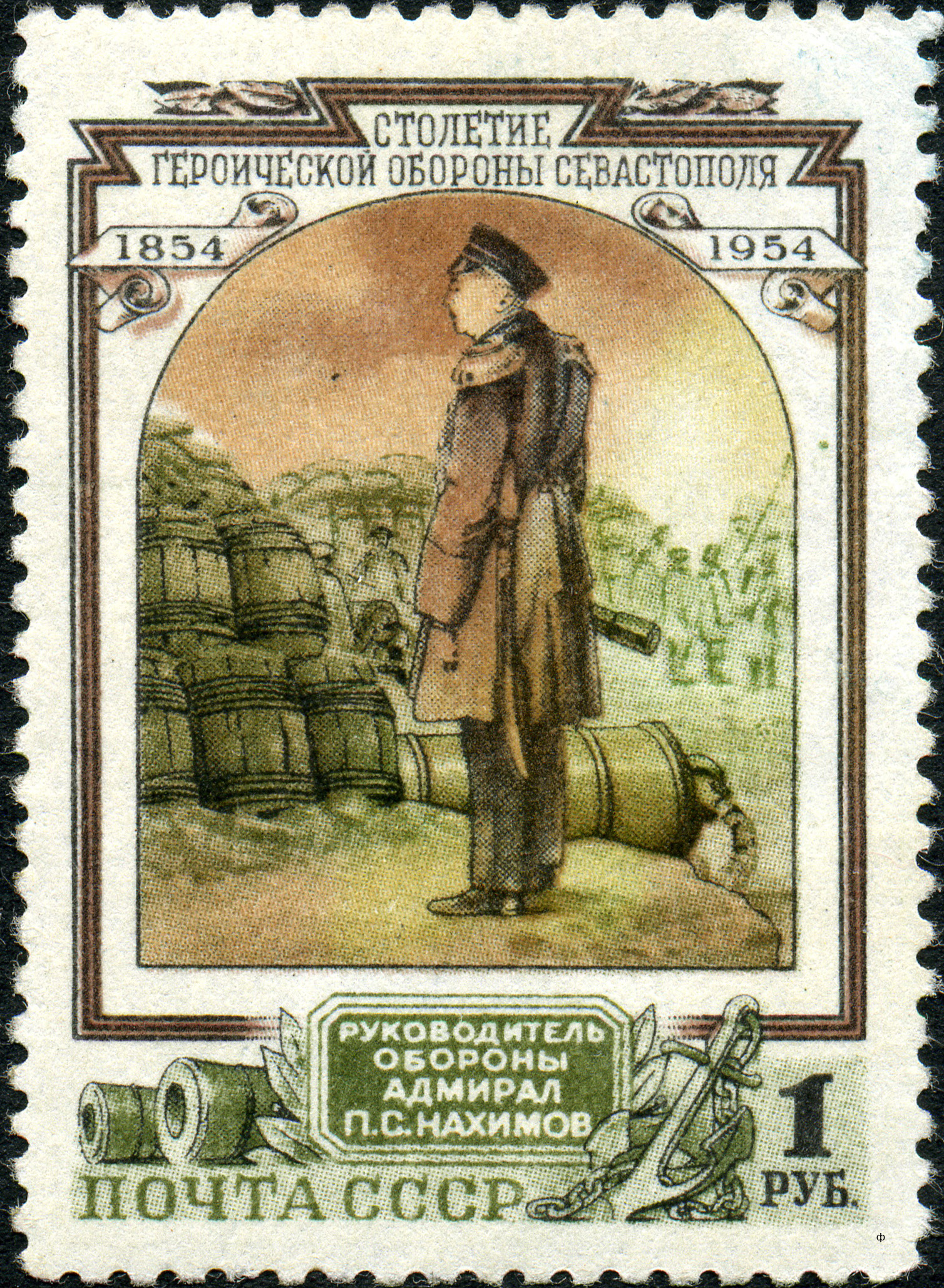
Керівник оборони адмірал Нахімов